# Кайрагач
Кайрагач (узб. Qayrag’och, Қайрағоч) — міське селище в Узбекистані, в Яккабазькому районі Кашкадар'їнської області.
Статус міського селища з 2009 року.